# Šan-chaj-kuan

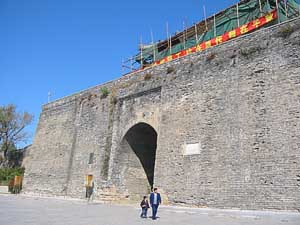
První brána pod Nebesy v rekonstrukci (2003)

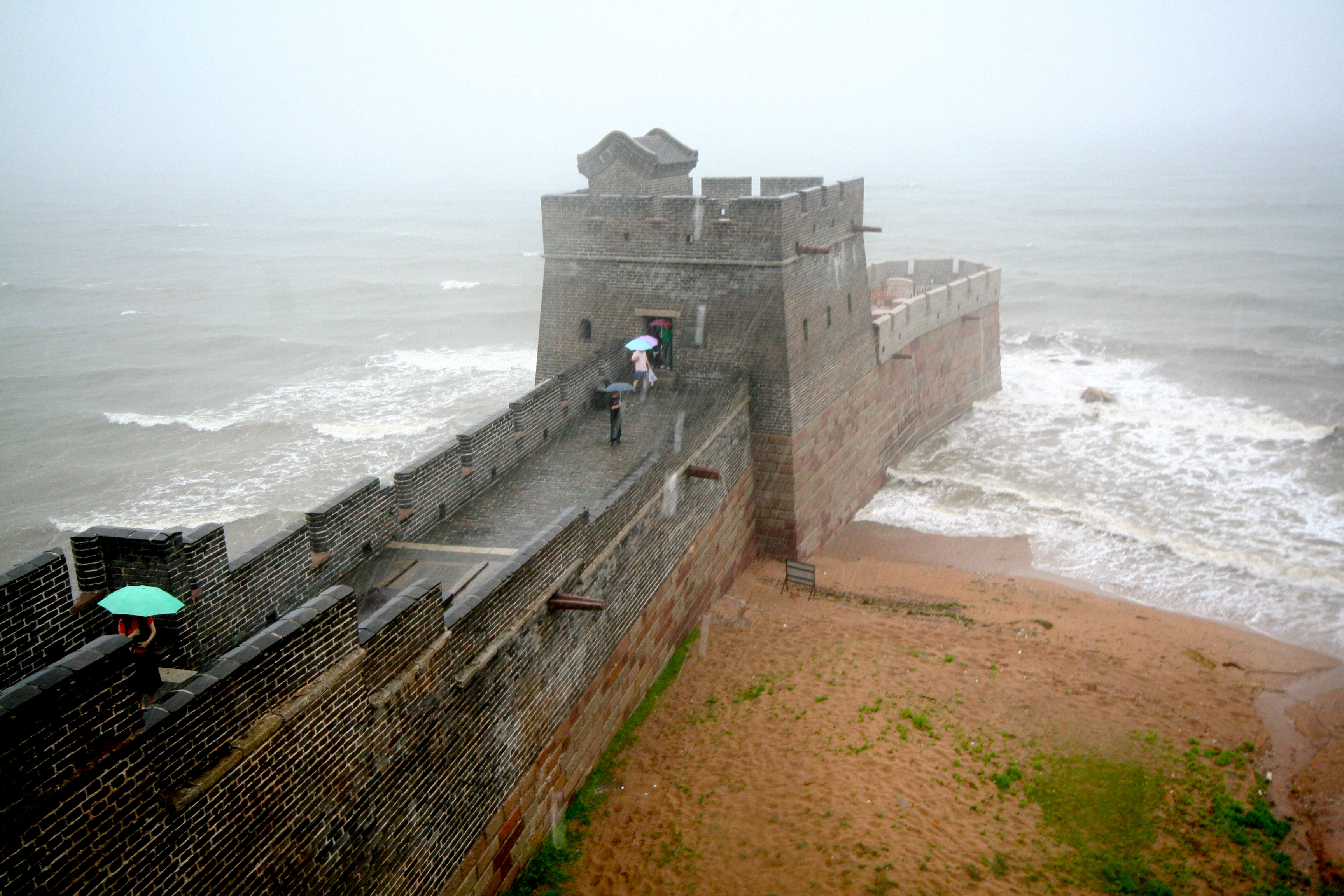
Východní počátek zdi

Šan-chaj-kuan (čínsky pchin-jinem Shānhǎi Guān, znaky zjednodušené 山海关, tradiční 山海關; Wade-Giles: Shan Hai Kuan) je město v severovýchodní Číně v provincii Che-pej (Hebei), 300 km východně od Pekingu. Od roku 1953 tvoří severovýchodní část městské aglomerace Čchin-chuang-tao (Qinhuangdao, 秦皇岛).

## Dějiny
Jméno Šan-chaj-kuan znamená „Soutěska mezi horami a mořem“ a přesně vystihuje polohu města mezi východním úbočím hory Jen-šan (Yanshan) a Pochajským mořem v místech, kudy odedávna procházela důležitá cesta z vlastní Číny do Mandžuska.
Strategický význam místa byl zohledněn už na počátku dynastie Ming, kdy generál Sü Ta nechal město obehnat mohutnými hradbami o obvodu 4 km, výšce 14 m a mocnosti 7 m. Hradby okružoval vodní příkop a nacházely se v nich čtyři brány s padacími mosty, každá mířící k jedné světové straně. Východní brána, nese velký nápis, hlásající: 天下第一关 (První brána pod Nebesy). Tento symbolický počátek Velké čínské zdi je velmi populárním turistickým cílem.
Za Čchingů tu začínala tzv. vrbová hradba, která se pak táhla podél pobřeží dále na sever a vymezovala koridor, který spojoval Čínu s Koreou a s čínskou provincií Liao-ning. Čínské obyvatelstvo mělo zakázáno usazovat se za touto hradbou, která tak vymezovala území patřící výhradně Mandžuům.
Právě v Šan-chaj-kuan se roku 1644 odehrála rozhodující epizoda, znamenající nástup dynastie Čching, kdy se generál Wu San-kuej zrádně spojil s Mandžuy a vpustil jejich vojska do Číny.

## Doprava
Je zde stanice nejstarší čínské vysokorychlostní tratě Čchin-chuang-tao – Šen-jang.